# V-Disc
V-Disc, zkratka pro Victory Disc (tj. gramofonové desky pro vítězství) bylo během druhé světové války a krátce po ní označení pro gramofonové desky používané ozbrojenými silami USA. Desky obsahovaly populární zábavnou hudbu (jako šlágry, taneční hudba nebo swing od autorů Gene Krupa, Artie Shaw, Fats Waller, Frank Sinatra a Glenn Miller) nebo nahrávky klasických děl a byly zasílány americkým vojákům z domova jako součást torny na posílení morálky. Během zákazu nahrávání od srpna 1942 do listopadu 1944 v USA byly V-Disc jedinými povolenými nahrávkami a produkcemi s instrumentálními hudebníky.

## Galerie

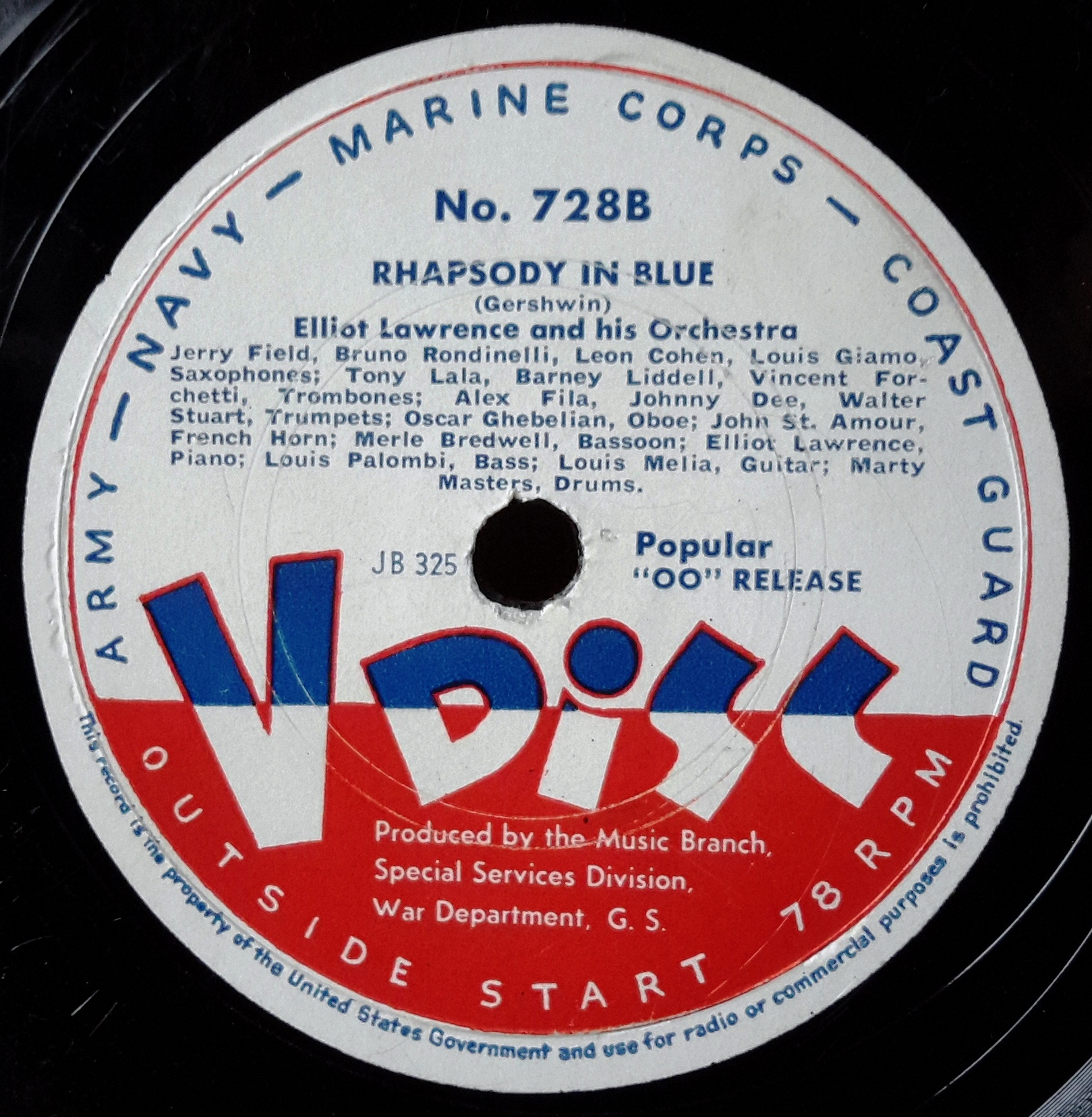
Speciální V-Disc verze Rhapsody in Blue
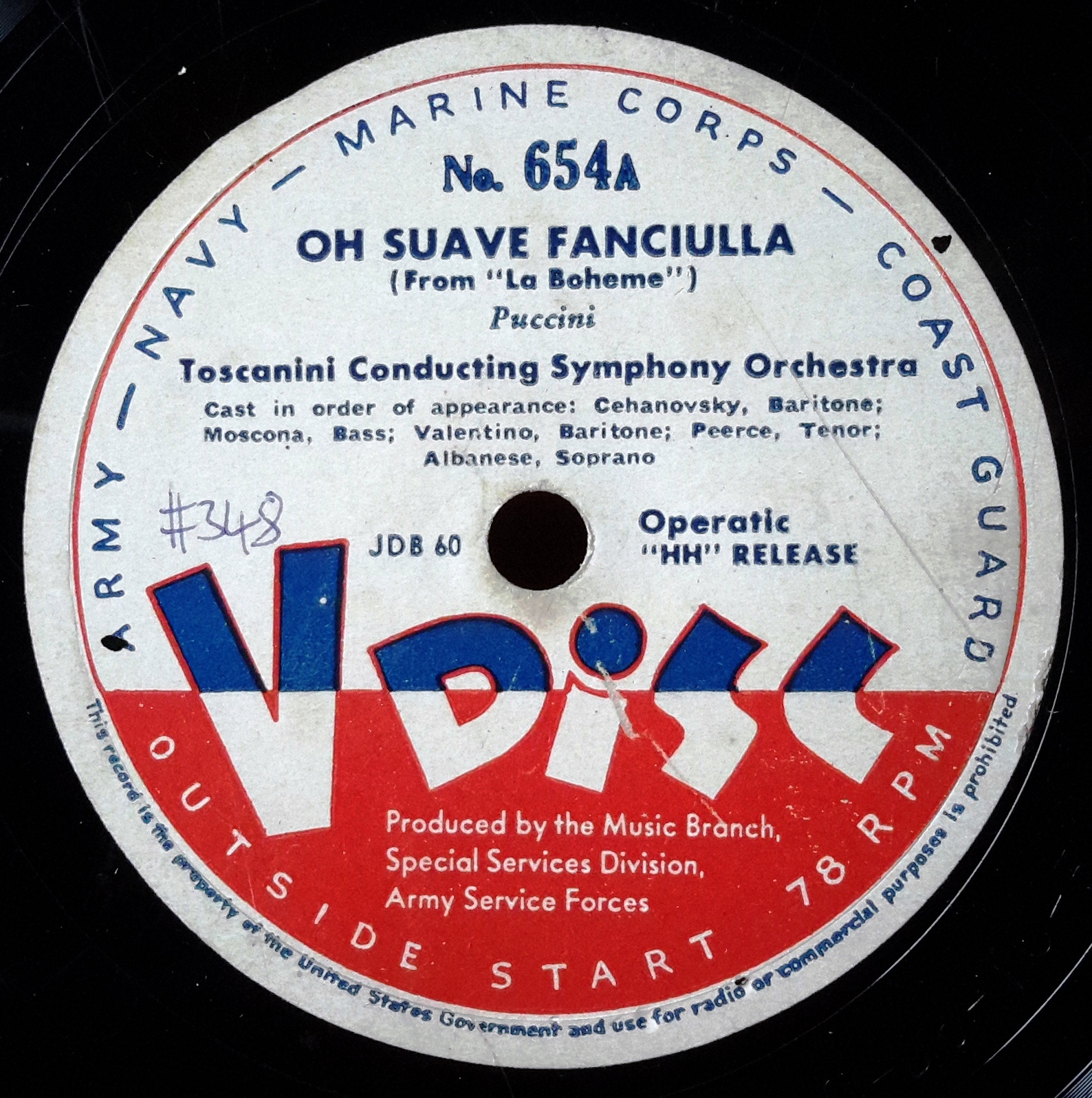
Záznam rozhlasového koncertu opery pod vedením Artura Toscaniniho
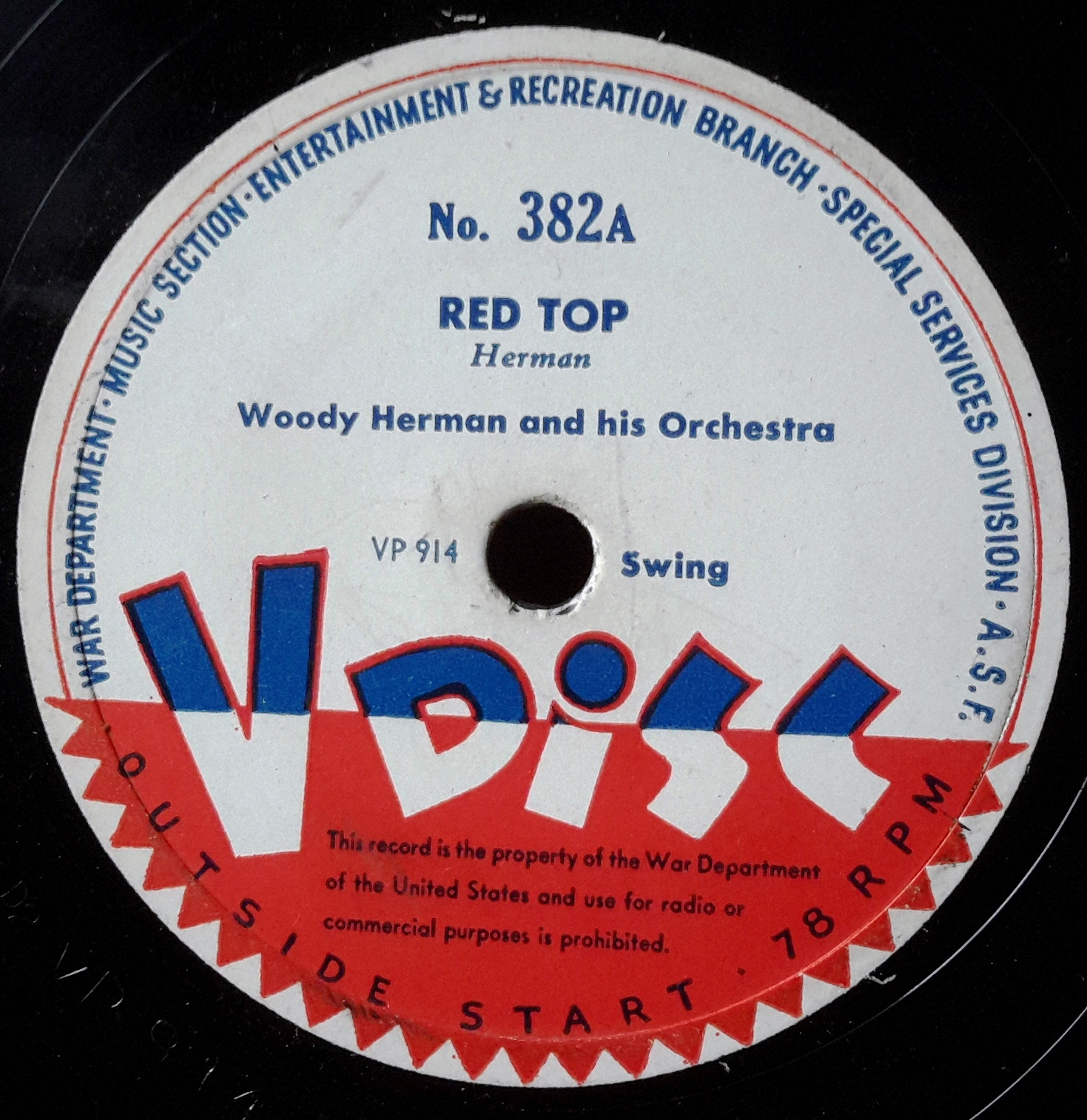
Nahrávka Jazz Bandu Woodyho Hermana